# أنا أسطورة
أنا أسطورة هي رواية رعب وخيال علمي نشرت عام 1954 بقلم الكاتب الأمريكي ريتشارد ماثيسون. كان لها أثر في تطوير أدب الزومبي وتعميم مفهوم نهاية العالم بسبب الأمراض. حققت الرواية النجاح وتم اقتباسها في أفلام مثل آخر رجل على الأرض عام 1964، رجل أوميغا عام 1971، وأنا أسطورة عام 2007، بالإضافة إلى فيلم فيديو أنتج عام 2007 يستفيد من هذا الفيلم، بعنوان أنا أوميغا. كانت الرواية أيضا مصدر إلهام لفيلم ليلة الأموات الأحياء عام 1968.

## القصة
روبرت نيفيل هو الناجي الوحيد من وباء التي تشبه أعراضه مصاصي الدماء. وذكر أنه انتشر عن طريق العواصف الترابية في المدن وعن طريق أسراب البعوض. تروي القصة تفاصيل حياة نيفيل اليومية في لوس أنجلس وهو يحاول فهم المرض وإجراء البحوث عليه وحتى علاجه، وأنه نجا لأن كان يمتلك مناعة للمرض. يظهر ماضي نيفيل من خلال الذكريات: أخذ المرض حياة زوجته وابنته، واضطر لقتل زوجته بعد أن قامت من الموت وهاجمته.
يظل نيفيل على قيد الحياة بين الوحوش وذلك بتحصين نفسه والاختباء داخل منزله قبل غروب الشمس، كما يحميه الثوم والمرايا والصلبان. وكل ليلة تحيط به أسراب مصاصي الدماء، ويقودها بين كورتمان، جار نيفيل، وتحاول الدخول بشتى السبل. وخلال النهار يقتات على كل ما يجده ويبحث عن مصاصي الدماء المختبئين لكي يقتلهم بغرس الأوتاد في قلوبهم. يجد نيفيل العزاء في كلب ضال يجد طريقه إلى منزله. يكسب نيفيل ثقة الكلب ببطء بأن يقدم له الأكل. لكنه يكتشف أن الكلب مصاب ويموت بعد ذلك بأسبوع.
بعد نوبات من الاكتئاب وإدمان الكحول، قرر نيفيل معرفة السبب العلمي لهذا الوباء. وبدأ يقرأ الكتب والأبحاث من المكتبات، ومن خلال البحث المضني اكتشف جذور هذا المرض في سلالة من البكتيريا القادرة على إصابة المضيف سواء كان ميتا أو حيا. كما اكتشف أيضا أن مصاصي الدماء يتأثرون بالثوم والمرايا والصلبان بسبب «العمى الهستيري»، نتيجة لتكيف النفسية السابقة للمصاب. يجن المرضى ويتصرفون حسب معتقداتهم. ولكن ردة كل مريض تختلف حسب معتقداته، فمصاص الدماء المسيحي يخشى الصليب، بينما مصاص الدم اليهودي يتأثر بالتوراة.
يكتشف نيفيل وسائل أكثر كفاءة لقتل مصاصي الدماء غير غرس الأوتاد في قلوبهم. ومنها تعريضهم لأشعة الشمس المباشرة (ما يقتل البكتيريا) أو إيقاع جروح عميقة على أجسادهم بحيث تتبدل البكتيريا اللاهوائية من متكافلة إلى طفيليات هوائية، وتلتهم جسد المضيف بسرعة عند تعرضها للهواء. فتمكن من قتل أعداد كبيرة من مصاصي الدماء في غزواته اليومية حتى أن زواره في الليل تناقصوا بشكل كبير.
بعد ثلاث سنوات، يرى نيفيل أمامه امرأة غير مصابة في وضح النهار، وتدعى روث، فيقبض عليها. بعد أن اطمأنت روث له، أخبرته قصتها وكيف أنها نجت من الوباء هي وزوجها (رغم أنه قتل قبل أسبوعين). احتار نيفيل من استيائها عندما تحدث عن قتله لمصاصي الدماء، اعتقد أنه إذا كانت قصتها حقيقية، لربما اعتادت قتلهم أيضا. أراد اختبارها ليعرف إن كانت مصاصة دماء عبر تعريضها للثوم، الأمر الذي جعلها ترتجف بعنف. استيقظ نيفيل في الليل وذهل عندما رأى روث بكامل ملابسها عند الباب الأمامي للمنزل. شك بأمرها في البداية، لكنه تذكر ما واجهه في الماضي وقام بمواساتها. سمحت له روث على مضض بأخذ عينة من دمها، لكنها قامت بضربه وأفقدته وعيه عندما اكشف أنها مصابة بالمرض.
استيقظ نيفيل لاحقا واكتشف ورقة من روث تخبره فيها أنها فعلا مصابة، وأن نيفيل هو من قتل زوجها. كما اعترفت بأنها أرسلت للتجسس عليه. وأن جماعتها من المصابين تغلبوا ببطء على مرضهم وبإمكانهم قضاء فترات قصيرة من الوقت في ضوء الشمس، وهم يحاولون بناء مجتمع جديد. كما طوروا أدوية لتساعدهم في التغلب على أعراض العدوى. حذرته روث من أن شعبها يحاولون القبض عليه، وأنه عليه ترك منزله والهروب إلى الجبال.
لم يحمل نيفيل نفسه على مغادرة منزله، وافترض أنه سيقبض عليه ويعامل بشكل حسن في المجتمع الجديد. وفي النهاية هاجمت منزله مجموعة من المجتمع الجديد. وخلال الهجوم قام المهاجمون بالتخلص من مصاصي الدماء الآخرين خارج بيته، وأحس نيفيل بالقلق مما سيحدث له. أدرك نيفيل أنهم ينوون قتله بدل القبض عليه، فحاول الدفاع عن نفسه بمسدس، فردّ أحدهم بأن أطلق عليه النار وأصابه إصابة خطيرة.
استيقظ نيفيل في زنزانة حيث زارته روث، وقالت أنها من كبار أعضاء المجتمع الجديد، ولكنها ليست مستاءة منه كما الآخرون. بعد تناقشت مع نيفيل عما أحدثه قتل مصاصي الدماء على المجتمع الجديد، قالت له أن الجميع يريدون موته وأعطته حبوبا لتسهل عملية موته. تقبل نيفيل مصيره وطلب روث ألا تسمح لهذا المجتمع أن يكون بلا قلب. ثم قبلته روث وغادرت.
ينظر نيفيل من نافذة سجنه، ويرى مصاصي الدماء وهم ينتظرون إعدامه.أصبح يرى الآن أنهم ينظرون إليه بنفس الكراهية والخوف التي كان يراهم بهما، وأدرك أنه جزء من بقايا الإنسانية القديمة، وأنه أصبح الآن أسطورة لعرق جديد ولد من المرض. وأدرك أن رغبتهم في قتله هي مثل رغبته بقتلهم. أخذ حبوب الانتحار وقال في نفسه: «أنا خرافة جديدة دخلت قلعة الأبدية المنيعة. أنا أسطورة».

## استقبال النقاد
كتب دامون نايت في سياق تقييمه لرواية البحث عن العجائب (1956):

الكتاب مليء بالأفكار الجيدة، لكن تم إسقاطها واحدة تلو الأخرى. الشخصيات هي نتاج رسومات طفولية، وهي خالية من النظرات والتعابير. القصة تتحرك ببطء. بأية حال، كان يمكن للقصة أن تكون عملا صغيرا وذا أهمية في صنف روايات دراكولا، لو لم يكن المؤلف مصرا على ملئها بالتسويغ العلمي الصبياني.

وصف غروف كونكلين من مجلة غالاكسي هذه الرواية بأنها «غريبة وتسير بخطى بطيئة... وهي بشعة وعنيفة، ومثيرة في بعض الأحيان ولكن في كثير من الأحيان فإنها تبالغ كثيرا». أشاد أنتوني باوتشر بالرواية قائلا «أضاف ماثيسون متغيرا جديدا على موضوع الرجل الأخير... ولفت بقوة إلى اختراعه نمطا قويا للرواية استقاه من أفضل روايات الجريمة».
كتب دان شنايدر من مجلة الكتاب الدولي في عام 2005 :

بالرغم من وجود مصاصي الدماء في الرواية... فهي ليست عن مصاصي الدماء، ولا حتى يمكن اعتبارها رواية رعب أو خيال علمي في أعمق معانيها. بدلا من ذلك، فلربما كانت أعظم رواية كتبت عن الشعور بالوحدة لدى الإنسان. وفي هذا الصدد فهي تتجاوز بكثير قصة روبنسون كروزو. وبتصويرها لمداخل النفس البشرية فهي تتقدم أكثر في هذا الصنف، وأكثر ما يثير الدهشة هو أنه بعد قراءة قصصه القصيرة - التي تتراوح بين القصص المختصة ولكنها بسيطة، إلى أعمال منطقة الشفق الكلاسيكية (كان ماثيسون مساهما رئيسيا في النسخة الأصلية من هذا المسلسل التلفزيوني) فلا شيء بين تلك القصص القصيرة قد يشير إلى جلالة النص للتحفة الوجودية داخل قصة «أنا أسطورة».

في عام 2012، أعطت جمعية كتاب الرعب قصة أنا أسطورة جائزة رواية مصاصي الدماء الخاص في القرن.

## الأثر
رغم أن ماثيسون يسمي الوحوش في روايته «مصاصي دماء»، ورغم أن حالتهم تنتقل عن طريق الدم ويتأثرون بالثوم، فلا يوجد تشابه كبير بينهم وبين مصاصي الدماء كما صورهم جون وليام بوليدوري ومن خلفه، والتي أتت من تقاليد الأدب القوطي. كان للرواية أثر في أدب الزومبي وأشاعت مفهوم كارثة الزومبي. كما كانت فكرة الأصل العلمي لمصاصي الدماء أو الزومبي جديدة في زمن كتابة هذه الرواية.[وصلة مكسورة] ووفقا لكلاسن:

" "أنا أسطورة«هي نتاج عقل فني وحريص يعمل في مناخ ثقافي قلق. ولكنها أيضا مأخذ فني حول شخصية قديمة وهي مصاصي الدماء. بذل ماثيسون جهودا كبيرة لتحديد وتوضيح أسطورة مصاصي الدماء، وأخذ الوحش من عوالم الآخرة من الفلكلور وخوارق الطبيعة في العهد الفيكتوري إلى أنابيب الاختبار والاستقصاء الطبي والتفكر العقلانية. وبهذه الرواية، وضع ماثيسون نظرية الجراثيم، وأخذ الفكرة القديمة لتتم معالجتها من قبل غيره من الكتاب (وبالأخص دان سيمونز في أطفال الليل عام 1992)».
يشار إلى الرواية بأنها «أولى روايات مصاصي الدماء الحديثة»،  لكنها تركت انطباعا دائما حول أدب الزومبي، وبالأخص المخرج جورج روميرو، الذي اعترف بتأثير الفيلم المقتبس عليها عام 1964، آخر رجل على الأرض، على فيلمه ليلة الأموات الأحياء (1968). وذكر روميرو في مناقشته حول الفيلم «كنت قد كتبت قصة قصيرة، واستوحيتها من رواية ريتشارد ماثيسون أنا أسطورة». وعلاوة على ذلك، لاحظ نقاد السينما التشابه بين الفيلمين.
قال ستيفن كينغ، «كتب مثل أنا أسطورة كانت مصدر إلهام لي». كما لاحظ النقاد أن الفيلم السينمائي البريطاني بعد 28 يوما (2002)، وتتمته بعد 28 أسبوعا قد أظهرت انتشار وباء يجتاح بريطانيا يشبه السعار، وهو مماثل لما ظهر في أنا أسطورة.

## الاقتباسات

### قصص مصورة
تم اقتباس الكتاب في سلسلة قصص مصورة قصيرة من قبل ستيف نايلز وإلمان براون. ونشرت في عام 1991 من قبل إكليبس كوميكس وجمعت في كتاب ورقي تجاري من قبل آي دي دبليو النشر .
وقد أصدر اقتباس منفصل مع الفيلم عام 2007 بعنوان «أنا أسطورة: الصحوة» ونشر في سان دييجو كوميك كون عن طريق فرتيغو.

### مسرحية إذاعية
تم بث قراءة مختصرة للرواية من تسعة أجزاء أداها أنجوس ماكينيس على راديو بي بي سي في 7 ديسمبر 2007.

### الأفلام
تم اقتباس الرواية في أفلام طويلة أربع مرات (أحدها لا يضع رواية ماثيسون كمصدر). تختلف الاقتباسات عن الرواية في أنها تقع في المستقبل القريب، وذلك بعد سنوات قليلة من تاريخ إصدار الفيلم، فيما تقع أحداث الرواية بعد عشرين عاما من صدورها؛ كما أن أحداث الرواية تدور على مدى ثلاثة أعوام، بينما تدور أحداث الأفلام بعد ثلاثة أعوام من الكارثة.

#### آخر رجل على الأرض
في عام 1964، لعب فينسنت برايس دور الدكتور روبرت مورغان (بدلا من «نيفيل») في فيلم آخر رجل على الأرض (كان العنوان الأصلي لهذا الإنتاج الإيطالي L'ultimo uomo della Terra). كتب ماثيسون السيناريو الأصلي لهذا لاقتباس، ولكنه لم يعجب بالنص عندما أعيدت كتابته فلم يرد أن يظهر اسمه في الشارة؛ لهذا وضع ماثيسون اسما مستعارا هو «لوغان سوانسون».

#### رجل أوميغا
في عام 1971، تم إنتاج إصدار مختلف، بعنوان رجل أوميغا. وكان من بطولة تشارلتون هيستن (روبرت نيفيل) وأنطوني زيرب. لم يكن لدى ماثيسون أي نفوذ على سيناريو الفيلم، ورغم أن الفكرة العامة موجودة، فقد انحرف الفيلم عن الرواية في عدة طرق، وأزال خصائص مصاصي للدماء في الرواية عدا حساسيتهم للضوء. في هذا الإصدار، تم تصوير المرضى بشكل كائنات ليلية بأثواب سوداء وجوه بيضاء. وعلى الرغم من ذكائها، فهي تتجنب كل أشكال التقنية الحديثة، وتعتبرها شرا وسبب انهيار البشرية.

#### أنا أسطورة
في عام 2007، تم إنتاج الاقتباس الثالث من الرواية، وهذه المرة بنفس عنوان الرواية. وهو من إخراج فرانسيس لورانس وبطولة ويل سميث بدور روبرت نيفيل، واقتبس هذا الفيلم من رواية ماثيسون وفيلم رجل أوميغا كمصدر. لكن هذا الاقتباس انحرف أيضا بشكل كبير من الرواية. في هذا الفيلم، وينتج المرض بسبب فيروس معدل جينيا لعلاج السرطان. حافظ الفيلم على بعض خصائص مصاصي للدماء، مثل الحساسية للأشعة فوق البنفسجية وانجذابهم للدم. يتم تصوير مصاصي الدماء كمخلوقات ليلية وبرية ومحدودة الذكاء لكن تتمتع بقوة هائلة وتتغذى على غير المصابين. تم تغيير النهاية في الفيلم لتصوير نيفيل وهو يضحي بحياته لإنقاذ البشرية، بدلا من أن يعدم لجرائمه ضد مصاصي الدماء الأحياء. يدور الفيلم في مدينة نيويورك بين عامي 2009 و 2012 بدلا من لوس أنجلس في أعوام 1975-1977 .

#### أنا أوميغا
قامت شركة ذا أسايلوم بإنتاج فيلم أنا أوميغا عام 2007 الذي أصدر مباشرة إلى الفيديو، وهو من بطولة مارك داكاسكوس. تجري أحداث الفيلم في لوس أنجلس ما بعد الكارثة، والتي اجتاحتها قطعان من البشر الذين تحولوا أكلة لحوم بشر متوحشين بسبب إصابتهم بفيروس جيني. ويستقي الفيلم قصته من رواية ماثيسون، لكنه لا يستشهد بها كمصدر. عرفت هذه الشركة بإصدارها عدة أفلام مبنية على أفلام أخرى ناجحة وذلك للاستفادة من نجاحها.
في هذا الاقتباس، يضطر "رينتشارد” للعيش في صراع يومي من أجل البقاء ضد المسوخ. ثم يتصل عن طريق كاميرا الويب مع بريانا (جنيفر لي ويغينز)، وهي ناجية أخرى تقطعت بها السبل في لوس أنجلس وهي تحاول العثور على أنتيوك، وهو تجمع من الناجين. يقوم رينتشارد بمساعدتها مع اثنين آخرين ليهربوا من المدينة التي وضع بها قنابل موقوتة في أماكن محددة، لتنفجر في غضون 24 ساعة.
قامت شركة ذا أسايلوم بإنتاج الفيلم بسرعة وأصدرته قبل شهر من فيلم فرانسيس لورانس الأضخم.

## ثبت المراجع
1. ↑  Knight، Damon (1967). In Search of Wonder. Chicago: Advent. مؤرشف من الأصل في 2022-06-03.
2. ↑  "Galaxy's 5 Star Shelf", مجرة الخيال العلمي, January 1955, p.121
3. ↑  "Recommended Reading," F&SF, November 1954, p.99.
4. ↑  Schneider، Dan (5 يناير 1953). "I am Legend by Richard Matheson". hackwriters.com. مؤرشف من الأصل في 2016-07-24. اطلع عليه بتاريخ 2013-06-03.
5. ↑  2011 Bram Stoker Award™ winners and Vampire Novel of the Century Award winner نسخة محفوظة 09 يونيو 2013 على موقع واي باك مشين.
6. 1 2 3  Deborah Christie, Sarah Juliet Lauro, ed. (2011). Better Off Dead: The Evolution of the Zombie as Post-Human. Fordham Univ Press. p. 169. ISBN 0-8232-3447-9, 9780823234479. نسخة محفوظة 07 نوفمبر 2017 على موقع واي باك مشين.
7. ↑  "Nashuatelegraph.com: Tale with long history has legendary opening" [وصلة مكسورة] نسخة محفوظة 20 ديسمبر 2008 على موقع واي باك مشين.
8. ↑  Clasen، Mathias (2010). "Vampire Apocalypse: A Biocultural Critique of Richard Matheson's I Am Legend". Philosophy and Literature. مؤرشف من الأصل في 2020-02-20.
9. ↑  David Carroll and Kyla Ward, "The Horror Timeline" Burnt Toast No. 13. نسخة محفوظة 19 يوليو 2017 على موقع واي باك مشين.
10. ↑  "House of Horrors Presents: The Night of the Living Dead" نسخة محفوظة 01 أكتوبر 2016 على موقع واي باك مشين.
11. ↑  "Steve Biodrowski, Retrospective: Night of the Living Dead (1968)" نسخة محفوظة 03 يونيو 2009 على موقع واي باك مشين.
12. ↑  Richard Matheson Interview, in Tom Weaver, Return of the B Science Fiction and Horror Movie Makers: The Mutant Melding of Two Volumes of Classic Interviews (Jefferson, N.C.: McFarland, 1999), p. 307, ISBN 0-7864-0755-7.
13. ↑  "One for the Fire: The Legacy of Night of the Living Dead" — Night of the Living Dead DVD, 2008, Region 1, Dimension Home Entertainment
14. ↑  "Thomas Scalzo, The Last Man on Earth (Film Review)" نسخة محفوظة 16 نوفمبر 2006 على موقع واي باك مشين.
15. ↑  "Danel Griffin The Last Man on Earth (Film Review)"[وصلة مكسورة] "نسخة مؤرشفة". مؤرشف من الأصل في 2020-03-13. اطلع عليه بتاريخ 2020-04-06.
16. ↑  "The Legend that inspired me". The Times. London. 22 يوليو 2006. مؤرشف من الأصل في 2008-07-25. اطلع عليه بتاريخ 2010-05-04.
17. ↑  "28 Days Later Movie Review (2002). Channel 4 Film. Retrieved 2011-03-19. نسخة محفوظة 11 سبتمبر 2015 على موقع واي باك مشين.
18. ↑  Nashuatelegraph.com: Tale with long history has legendary opening نسخة محفوظة 20 ديسمبر 2008 على موقع واي باك مشين. "نسخة مؤرشفة". مؤرشف من الأصل في 2008-12-20. اطلع عليه بتاريخ 2020-05-30.{{استشهاد ويب}}:  صيانة الاستشهاد: BOT: original URL status unknown (link)
19. ↑  قالب:Gcdb series
20. ↑  I Am Legend على قاعدة بيانات الكتب المصورة
21. ↑  I Am Legend: Awakening على قاعدة بيانات الكتب المصورة
22. ↑  "BBC Radio 7 - I am Legend, Episode 1". Bbc.co.uk. 18 يناير 2011. مؤرشف من الأصل في 2018-01-07. اطلع عليه بتاريخ 2013-06-03.
23. ↑  Stan Wiater؛ Matthew R. Bradley؛ Paul Stuve (2009). The Twilight and Other Zones: The Dark Worlds of Richard Matheson. Kensington Publishing Corporation. ص. 177–. ISBN:978-0-8065-3113-7. مؤرشف من الأصل في 2017-04-01. اطلع عليه بتاريخ 2013-06-03.
24. ↑  "Omega Man, The". Sf-encyclopedia.com. مؤرشف من الأصل في 2019-05-14. اطلع عليه بتاريخ 2013-06-03.
25. ↑  end credits: "Based on the screenplay by John & Joyce Corrington, and the novel by Richard Matheson"

## وصلات خارجية
- The I Am Legend Book Archive